# Lin Chien-hsun
Lin Chien-hsun (tiếng Trung: 林建勛; sinh ngày 10 tháng 1 năm 1993) là một cầu thủ bóng đá người Đài Loan hiện tại thi đấu ở vị trí tiền vệ tấn công ở cấp độ quốc gia và câu lạc bộ.

## Sự nghiệp quốc tế

### Bàn thắng quốc tế
Tỉ số và kết quả liệt kê bàn thắng của Trung Hoa Đài Bắc trước.
| #  | Ngày                 | Địa điểm                                                 | Đối thủ              | Tỉ số | Kết quả | Giải đấu                          |
| -- | -------------------- | -------------------------------------------------------- | -------------------- | ----- | ------- | --------------------------------- |
| 1. | 30 tháng 6 năm 2016  | Trung tâm Huấn luyện Hiệp hội bóng đá Guam, Dededo, Guam | Quần đảo Bắc Mariana | 3–0   | 8–1     | Vòng loại Cúp bóng đá Đông Á 2017 |
| 2. | 30 tháng 6 năm 2016  | Trung tâm Huấn luyện Hiệp hội bóng đá Guam, Dededo, Guam | Quần đảo Bắc Mariana | 6–0   | 8–1     | Vòng loại Cúp bóng đá Đông Á 2017 |
| 3. | 30 tháng 6 năm 2016  | Trung tâm Huấn luyện Hiệp hội bóng đá Guam, Dededo, Guam | Quần đảo Bắc Mariana | 7–0   | 8–1     | Vòng loại Cúp bóng đá Đông Á 2017 |
| 4. | 30 tháng 6 năm 2016  | Trung tâm Huấn luyện Hiệp hội bóng đá Guam, Dededo, Guam | Quần đảo Bắc Mariana | 8–1   | 8–1     | Vòng loại Cúp bóng đá Đông Á 2017 |
| 5. | 4 tháng 7 năm 2016   | Trung tâm Huấn luyện Hiệp hội bóng đá Guam, Dededo, Guam | Ma Cao               | 1–0   | 3–2     | Vòng loại Cúp bóng đá Đông Á 2017 |
| 6. | 4 tháng 7 năm 2016   | Trung tâm Huấn luyện Hiệp hội bóng đá Guam, Dededo, Guam | Ma Cao               | 2–1   | 3–2     | Vòng loại Cúp bóng đá Đông Á 2017 |
| 7. | 12 tháng 11 năm 2016 | Sân vận động Mong Kok, Mong Kok, Hồng Kông               | Guam                 | 2–0   | 2–0     | Vòng loại Cúp bóng đá Đông Á 2017 |